# أغوستين غيريرو كاستيلو
أغوستين غيريرو كاستيلو (بالإسبانية: Agustín Guerrero Castillo)‏ هو سياسي مكسيكي، ولد في 30 أكتوبر 1959 في مدينة مكسيكو في المكسيك. نشط حزبياً في حزب الثورة الديمقراطية. وقد انتخب عضو مجلس النواب المكسيك.